# Mille Dinesen
Mille Dinesen, född 17 mars 1974, är en dansk skådespelare.

## Biografi
Mille Dinesen är utbildad vid Statens Teaterskole 2004. Hon har medverkat i den danska julfilmen Emma och Jultomten: Jakten på älvdrottningens hjärta. I den danska TV-serien Nynne spelade hon titelkaraktären. Hon har även spelat en av huvudrollerna i filmen och Bytte bytte baby och uppföljaren Bytte bytte barn.

## Filmografi (i urval)
- 2006 – Nynne (TV-serie)
- 2015 – Emma och Jultomten: Jakten på älvdrottningens hjärta
- 2023 – Bytte bytte baby
- 2024 – Bytte bytte barn
- 2024 – Grävarna (TV-serie)